# Taenia solium
Espèce
Le ténia armé ou ténia du porc  (Taenia solium) est l'espèce de Ténia dont l'hôte intermédiaire est le porc et l'hôte définitif, l'être humain. Ce ténia semble avoir aujourd'hui presque disparu des pays industrialisés en raison de la facilité pour les services vétérinaires à le détecter. 
Taenia solium est un cestode très voisin du Taenia saginata (ténia du bœuf). Dans leur forme adulte, ils parasitent l'intestin des humains, réalisant un taeniasis, maladie le plus souvent bénigne.
Contrairement à T. saginata, dont seule la forme adulte parasite l'humain, T. solium le parasite aussi à l'état larvaire, entraînant alors une cysticercose, maladie grave quand les localisations larvaires se font dans l'œil ou le cerveau. Cette situation reste fréquente dans les pays en développement, à hygiène précaire, avec élevage porcin traditionnel non contrôlé.

## Étymologie
Le mot Taenia vient du grec ancien ταινία, tainía, signifiant : « bandelette », « ruban ». 

## Morphologie

### Forme adulte

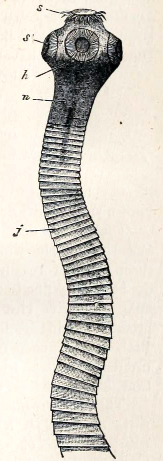
Tænia solium : s couronne de crochets s ventouse h tête ou scolex n cou j corps ou strobile formé d'anneaux successifs.

Tænia solium est un peu moins long (le plus souvent de 1 à 3 m, ne dépassant pas 8 m) que le Taenia saginata.
Il s'en distingue aisément par son scolex (tête du ténia), globuleux,  d'environ 1 mm de diamètre, et garni de quatre ventouses. Ce scolex possède une petite saillie rétractile appelée rostre, court et brunâtre, armé d'une double couronne de 25 à 50 crochets, ou de 22 à 32 selon les auteurs. Les gros crochets (160 à 180 μm) alternent avec les petits (110 à 140 μm), d'où son nom de ténia armé. 
Le cou est court et grêle.
Le strobile (corps du ténia) ne compte guère plus de 900 anneaux (aussi appelés proglottis). Les 100 derniers anneaux représentent plus du tiers de la longueur totale du corps. Ils se distinguent de ceux de Taenia saginata par la disposition régulièrement alternée des pores génitaux latéraux. 
Les cucurbitains (proglottis mûrs) se détachent isolément ou par groupe de 5 et 10 et sont éliminés de façon passive dans les selles de l'animal parasité (passant souvent inaperçus). Chacun de ces anneaux contient un utérus à 7 ou 10 ramifications latérales horizontales. Les cucurbitains sont remplis d'œufs (jusqu'à 6000 œufs par cucurbitains). 
Les systèmes génitaux des ténias ne sont pas activés au même moment. Au même titre que les Plathelminthes, clade dont il fait partie, le ténia est hermaphrodite protérandrique. 

### Formes larvaires
À l'émission, ces œufs ont une double coque : une coque externe, mince et fragile dans laquelle flotte un embryophore de 40 à 50 μm de diamètre ou coque interne très résistante. 
Les embryophores de Tænia solium ne sont pas distinguables de ceux de Tænia saginata, mais des différences minimes ont été décrites : ceux de Tænia solium seraient plus arrondis, légèrement plus grands, avec des tries radiaires plus fines et plus nombreuses.
Chaque embryophore contient un embryon complètement formé dit hexacanthe, embryon possédant 6 crochets larvaires.
Avalés par un hôte intermédiaire, ces œufs libèrent leur embryon hexacanthe qui devient larve cysticerque en 3 à 4 mois (vésicule de 15 x 7 mm, susceptible de grandir en vieillissant, jusqu'à 3 cm de diamètre en général). Cette infestation réalise une cysticercose.

## Cycle évolutif

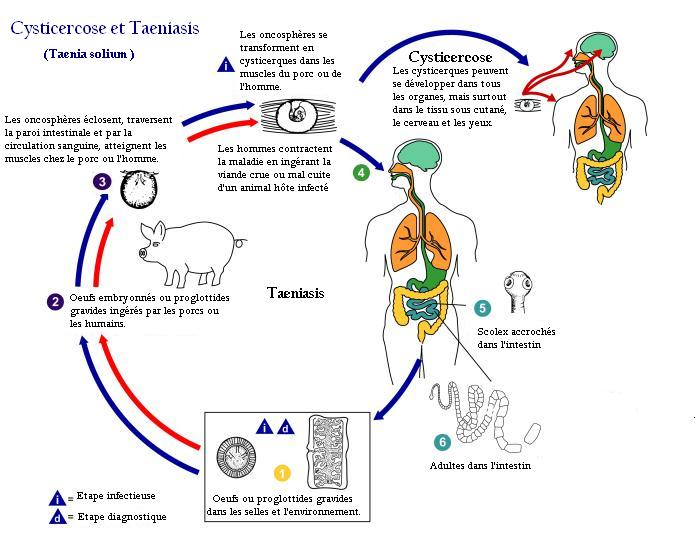
Cycle évolutif de Taenia solium.

Parasite spécifique de l'homme, l'adulte vit dans l'intestin grêle d'où les anneaux gravides s'éliminent passivement avec les selles, par fragments de chaîne. Le porc, hôte intermédiaire volontiers coprophage, s'infecte en ingérant les embryophores. Le cycle est en tous points semblable à celui du T. saginata pour le bœuf. La coque des embryophores est dissoute, libérant des embryons hexacanthes qui perforent la paroi intestinale avec les crochets.
Ils passent dans la circulation générale, se disséminant dans tout l'organisme, pour s'enkyster dans les muscles, le cœur et la langue, sous le nom de cysticerques (Cysticercus cellulosae). Ces cysticerques murissent en deux ou trois mois, contenant un scolex vivant invaginé à l'intérieur. De tels cysticerques peuvent vivre plusieurs années dans le porc. S'ils ne sont pas ingérés par un hôte définitif, ils finissent par mourir, pour se désagréger ou se calcifier.
C'est en consommant la chair insuffisamment cuite ou mal conservée des porcs ladres (qui ont des cysticerques vivants dans les muscles) que l'homme s'infecte. Dans le milieu acide de l'estomac, chaque cysticerque libère un scolex qui va se fixer à la paroi intestinale et commencer à produire des anneaux, s'allongeant d'un mètre tous les six mois jusqu'à une taille maximale d'environ 8 m.

## Répartition géographique et importance

### Pays industrialisés
Commun autrefois dans tous les pays où l'on consommait de la viande de porc, il a disparu pratiquement d'Europe sous l'influence de trois facteurs principaux :
- l'élevage industriel du porc, limitant sa coprophagie ;
- la surveillance vétérinaire, efficace par le langueyage ;
- la cuisson « à cœur », devenue traditionnelle pour la viande de porc.

### Pays en développement
L'infestation se produit le plus souvent dans des pays du sud, pauvres ou à faible contrôle vétérinaire, et où l'homme vit en relative promiscuité avec le porc et/ou avec une mauvaise hygiène fécale.  Les insectes coprophages ou certaines mouches, les porcs (coprophages) ou les inondations et les ruissellements peuvent disséminer les œufs et contribuer à entretenir les épidémies.
La parasitose persiste ainsi par foyers en Extrême-Orient, en Afrique, et en Amérique du Sud. Elle est absente ou exceptionnelle dans les régions ou populations de religion juive ou musulmane, en raison de l'interdit sur le porc.

## Pathologie

### Cysticercose porcine

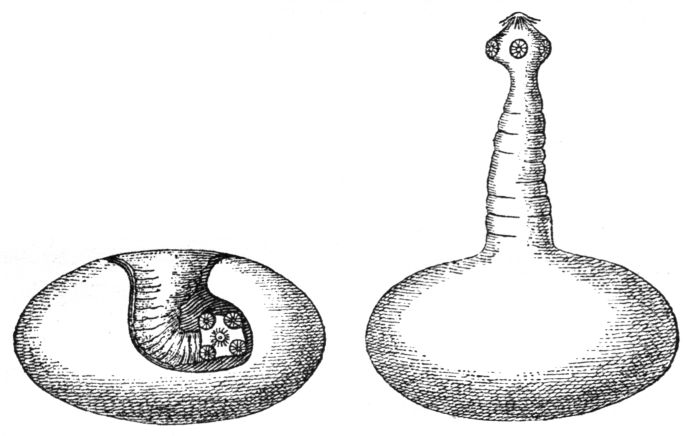
Gauche : cysticerque contenant un scolex invaginé (tête de ténia). Droite : avalé par l'hôte définitif, le scolex du cysticerque se retrousse pour se fixer à la paroi intestinale.

La forme larvaire du Taenia solium peut entraîner une maladie zoonotique : la cysticercose chez les porcins (porc, sanglier...), où l'infestation est souvent massive à cause de leur coprophagie. Beaucoup plus rarement cette cysticercose peut se voir chez le rat, le chien, le chevreuil... 
L'infestation massive du porc est apparente (connue depuis l'antiquité sous le nom de ladrerie). Elle est facilement détectable, car la chair ou la viande de porc touchée se retrouve criblée de larves cysticerques et celle-ci est retirée des chaînes de production. La langue, qui fait partie des organes souvent touchés, est facile à observer au contrôle vétérinaire, mais non sans stress pour le cochon qui est tenu par le groin alors qu'on le force à ouvrir la bouche. Cette pratique traditionnelle, appelée langueyage, se faisait sur les marchés à bestiaux.

### Cysticercose humaine
Dans certains cas l'homme devient l'hôte intermédiaire de T. solium et héberge alors les larves cysticerques. L'infestation se fait par ingestion accidentelle d'embryophores (souillure alimentaire ou auto-infestation).  Chez l'homme, les larves cysticerques ont un « tropisme » différent de celui observé chez le porc ; Des cysticerques peuvent s'enkyster dans tous les organes du corps humain. Ils ciblent d'abord « les tissus sous cutanés, les muscles de la langue, du cou et du thorax, ainsi que les muscles orbitaires et l'œil, et le cerveau (cortex, ventricule, espace sous arachnoïdien) ». Une grande partie des larves ne vont pas rester dans le tissu musculaire mais vont migrer dans le cerveau (60 % des cas) ou encore dans la région proche des yeux.
Hormis quand il a pénétré l'œil, les cysticerques produisent une réaction granulomateuse qui évolue vers la une réaction de calcification de la larve (processus qui prend environ 3 ans dans les tissus humains et souvent plus dans le cerveau.. Ce n'est qu'après sa mort, que le cysticerque est clairement reconnu comme corps étranger par l'immunité, ce qui cause une réaction inflammatoire et des lésions tissulaires périphériques, se traduisant chez le patient par de nouveaux troubles pathologiques .
Les localisations musculaires et sous-cutanées sont souvent bien tolérées, sauf si elles sont massives. La gravité de la cysticercose humaine tient aux localisations oculaires et cérébrales (plus de 80 % des cas décrits).
- Dans l'œil, le cysticerque joue le rôle de corps étranger avec selon sa localisation, exophtalmie, strabisme, iritis ou troubles visuels, fréquemment assortis de céphalées et de douleurs locales.
- Dans le cerveau, le tableau évoque une tumeur intra-crânienne évolutive : les céphalées, vertiges et autres petits troubles du début (cysticerques vivants) aboutissant à des troubles de la parole, des épisodes confusionnels, des crises d'ataxie ou d'épilepsie bravais-jacksonienne, par réaction expansive autour des cysticerques morts. L'évolution peut se faire vers le coma et la mort.

### Tæniasis humain
Le développement de ténias adultes dans l'intestin n'entraîne qu'un téniasis banal, souvent sans aucun symptôme. Contrairement à T. saginata du bœuf dont chaque anneau, séparé isolément, est mobile, franchissant activement l'anus pour se retrouver dans les sous-vêtements ou les draps, les anneaux de T. solium du porc franchissent passivement l'anus, en restant mêlés aux selles. Ils restent donc souvent inaperçus du patient.
Lorsqu'ils existent, les troubles digestifs sont le plus souvent mineurs : troubles de l'appétit, diarrhées, maux de ventre, etc.

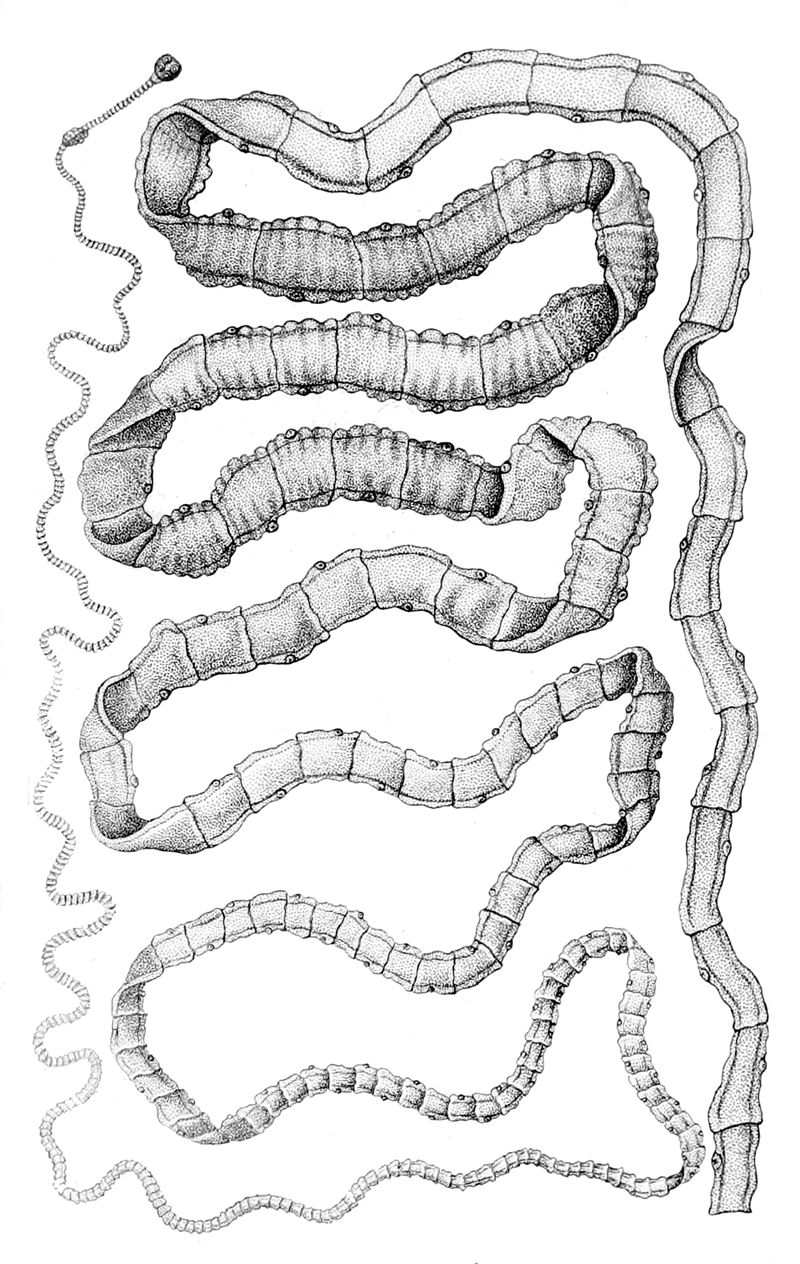
Ténia du porc au stade adulte.

## Diagnostic

### Tæniasis
Le diagnostic du téniasis à Taenia solium se fait facilement sur la morphologie des anneaux retrouvés dans les selles et examinés par transparence (ramifications utérines épaisses et peu nombreuses) au cours d'un examen parasitologique des selles. Encore faut-il les y chercher, car la clinique n'oriente pas et le malade ignore le plus souvent sa parasitose.

### Cysticercose
Le diagnostic direct n'est possible que par biopsie, mais, en dehors des rares localisations sous-cutanées, celle-ci est le plus souvent impraticable.
La radiographie n'objective les cysticerques qu'une fois morts et calcifiés, 3 à 5 ans après le début de l'infection ou d'une réinfection. Les kystes musculaires calcifiés ou en cours de calcification ont généralement une forme allongées de 1 à 2 cm sur 0,8 cm  .
Les tests sérologiques sont encore en cours d'étude depuis les années 1980 ou de pré-développement (ce ténia partage certaines propriétés antigéniques avec Echinococcus multilocularis et E. granulosus,.
En fait, c'est presque toujours sur pièce opératoire ou prélèvement nécropsique que l'examen anatomo-pathologique confirmera ou révèlera avec certitude l'étiologie cysticerquienne.

## Traitement
Deux médicaments existent, 
- l’albendazole serait le plus fréquent ;
- le praziquantel
- Contre l'adulte, on a aussi utilisé la niclosamide aux doses indiquées pour taenia saginata.

Contre les cysticerques mal tolérées, le traitement sera principalement chirurgical. 
Après le traitement , il reste nécessaire de vérifier durant 3 mois la présence d'anneaux, et au bout de ces 3 mois, faire une analyse cytobactériologique des matières fécales.